# Yamashita Tatsuro
Tatsurō Yamashita (山下 達郎 Yamashita Tatsurō) (còn có những nghệ danh khác như Tatsu Yamashita hoặc Tats Yamashita, sinh ngày 4 tháng 2 năm 1953) là một ca-nhạc sĩ và nhà sản xuất thu âm người Nhật Bản.
Ông được biến đến nhiều nhất qua ca khúc "Christmas Eve", khi nó được lần đầu ra mắt trong album Melodies của ông vào năm 1983, và sau đó ca khúc đã trở thành một bản hit suốt nhiều thập kỉ. Bài hát được đánh giá như là một bài hát "chuẩn mực", "nhất định phải nghe" trong dịp giáng sinh tại Nhật Bản, và nó cũng đã đạt được giải thường đặc biệt tại lễ trao giải Japan Record Awards lần thứ 45, sau 20 năm kể từ khi nó được ra mắt lần đầu tiên.
Yamashita được coi như một trong những con người tiên phong, đi đầu trong thể loại city-pop (nhạc pop thành thị), cùng với Haruomi Hosono. Ông thu âm và sản xuất ra nhất nhiều ca khúc city-pop trong khoảng những năm 1970-1980, và ông được ca ngợi là "vua" của thể loại này, vốn đang rất thịnh hành thời bấy giờ. Vợ ông là Mariya Takeuchi cũng là một ca sĩ vô cùng nổi tiếng với thể loại city-pop.

## Sự nghiệp
Vào năm 1973, Yamashita thành lập ban nhạc Sugar Babe với các nghệ sĩ khác bao gồm Taeko Ohnuki và Kunio Muramatsu, và 2 năm sau đó họ mới phát hành album đầu tiên và cũng là duy nhất trong sự nghiệp của cả ban nhạc - "Songs". Sau khi nhóm tan rã vào 1976, Yamashita ký hợp đồng với hãng đĩa RCA và bắt đầu sự nghiệp riêng của mình với việc phát hành album Circus Town. Cũng trong năm đó, ông hợp tác với Eiichi Ohtaki, nhà sản xuất của Sugar Babe để ra mắt album mang tựa đề Niagara Triangle Vol. 1. Sự hợp tác này, theo MTV trích dẫn, "đây là một trong sáu sự hợp tác về âm nhạc đã làm thay đổi lịch sử của nền âm nhạc Nhật Bản. Ông đã trở nên nổi tiếng sau album đạt nhiều thành công thương mại "Moonglow" ra mắt năm 1979. Vào năm 1980, ca khúc "Ride on Time" đạt vị trí số #3 trong bảng xếp hạng Oricon, và sau đó album cùng tên cũng đứng đầu bảng xếp hạng này một thời gian sau đó.
Với danh nghĩa một nghệ sĩ solo, Yamashita đã cho ra mắt 17 albums phòng thu, 2 albums thu trực tiếp, nhiều tuyển tập và hơn 40 đĩa đơn. Ông là một trong những nam ca sĩ thành công nhất trong lịch sử âm nhạc Nhật Bản, với xấp xỉ 9 triệu bản albums được bán ra. Ông còn sáng tác các ca khúc nhạc phim và nhạc quảng cáo, đồng thời góp mặt và đồng sản xuất trong nhiều ca khúc của các nghệ sĩ khác. Tên tuổi của ông còn được biết đến nhiều hơn khi kết hôn với Mariya Takeuchi, một ca sĩ rất nổi tiếng thời bấy giờ. Họ đã sinh một con gái.

## Danh sách đĩa nhạc

### Studio albums
| Năm  | Album                                  | Vị trí xếp hạng (JP) | Hãng đĩa    | Ghi chú                                                |
| ---- | -------------------------------------- | -------------------- | ----------- | ------------------------------------------------------ |
| 1976 | Circus Town                            | 27                   | RVC/RCA     |                                                        |
| 1977 | Spacy                                  | 29                   | RVC/RCA     |                                                        |
| 1978 | Go Ahead!                              | 25                   | RVC/RCA     |                                                        |
| 1979 | Moonglow                               | 20                   | RVC/RCA     |                                                        |
| 1980 | Ride On Time                           | 1                    | RVC/AIR     |                                                        |
| 1980 | On the Street Corner 1                 | 13                   | RVC/AIR     | Ấn bản mở rộng đã được phát hành lại vào những năm sau |
| 1982 | For You                                | 1                    | RVC/AIR     |                                                        |
| 1983 | Melodies                               | 1                    | Alfa Moon   |                                                        |
| 1984 | Big Wave                               | 2                    | Alfa Moon   | Là album nhạc phim cho bộ phim cùng tên                |
| 1986 | Pocket Music                           | 1                    | Alfa Moon   |                                                        |
| 1986 | On the Street Corner 2                 | 3                    | Alfa Moon   |                                                        |
| 1988 | Boku no Naka no Shounen (僕の中の少年) | 1                    | Alfa Moon   |                                                        |
| 1991 | Artisan                                | 1                    | Moon/MMG    |                                                        |
| 1993 | Season's Greetings                     | 4                    | Moon/MMG    | Album nhạc Giáng Sinh                                  |
| 1998 | Cozy                                   | 1                    | Moon/Warner |                                                        |
| 1999 | On the Street Corner 3                 | 4                    | Moon/Warner |                                                        |
| 2005 | Sonorite                               | 2                    | Moon/Warner |                                                        |
| 2011 | Ray of Hope                            | 1                    | Moon/Warner |                                                        |

#### Albums thu âm cùng với các nghệ sĩ khác
| Năm  | Album                                                    | Vị trí xếp hạng (JP) | Hãng đĩa         | Ghi chú |
| ---- | -------------------------------------------------------- | -------------------- | ---------------- | --- |
| 1975 | Songs                                                    | 3                    | Elec/Niagara     | - Album phòng thu duy nhất của ban nhạc Sugar Babe - Lọt vào bảng xếp hạng vào năm 1994 khi nó được phát hành lại |
| 1976 | Niagara Triangle Vol.1(with Eiichi Ohtaki and Ginji Ito) | 63                   | Niagara/Columbia | - Lọt vào bảng xếp hạng tại thời điểm album được phát hành lại                                                    |

### Albums thu trực tiếp
| Năm  | Album                       | Vị trí xếp hạng (JP) | Hãng đĩa  | Ghi chú                                                      |
| ---- | --------------------------- | -------------------- | --------- | ------------------------------------------------------------ |
| 1978 | It's a Poppin' Time         | 28                   | RCA/Air   | Lọt vào bảng xếp hạng tại thời điểm album được phát hành lại |
| 1989 | Joy: Tatsuro Yamashita Live | 3                    | Alfa Moon |                                                              |

### Tuyển tập
| Năm  | Album                               | Vị trí xếp hạng (JP) | Hãng đĩa         | Ghi chú                                                         |
| ---- | ----------------------------------- | -------------------- | ---------------- | --------------------------------------------------------------- |
| 1980 | Tatsuro from Niagara                | 37                   | Niagara/Columbia | Lọt vào bảng xếp hạng vào năm 2009 khi album được phát hành lại |
| 1982 | Greatest Hits! of Tatsuro Yamashita | 2                    | RVC/AIR          |                                                                 |
| 1984 | Come Along II                       | 8                    | RVC/AIR          |                                                                 |
| 1984 | Come Along                          | 32                   | RVC/AIR          |                                                                 |
| 1985 | Tatsuro Collection                  | 35                   | RVC/AIR          |                                                                 |
| 1986 | Ballad for You                      | 37                   | RVC/AIR          |                                                                 |
| 1986 | Rock'n Funk Tatsu                   | 59                   | RVC/AIR          |                                                                 |
| 1990 | Best Pack I (1976–1979)             | —                    | RVC/AIR          |                                                                 |
| 1990 | Best Pack II (1979–1982)            | —                    | RVC/AIR          |                                                                 |
| 1995 | Treasures                           | 1                    | Moon/East West   |                                                                 |
| 2002 | Rarities                            | 1                    | Moon/Warner      |                                                                 |
| 2012 | Opus (All Time Best 1975-2012)      | 1                    | Moon/Warner      |                                                                 |
| 2017 | Come Along III                      | —                    | Moon/Warner      |                                                                 |

### Những bản thu khác
Những bản thu này không được tung ra thị trường, chúng được truyền tải thông qua phương tiện thư tín tới những fan-club của Yamashita.
| Album                                 | Hãng đĩa   | Footnotes                                                                                       |
| ------------------------------------- | ---------- | ----------------------------------------------------------------------------------------------- |
| Add Some Music to Your Day            | Wild Honey | - Bìa album mà Yamashita và bạn bè của ông đã sản xuất và phát hành độc lập vào năm 1972        |
| The Works of Tatsuro Yamashita Vol.1  | Wild Honey | - Tuyển tập bao gồm những tác phẩm ông viết cho các nghệ sĩ khác                                |
| Tatsuro Yamashita CM Collection Vol.1 | Wild Honey | - Tuyển tập các ca khúc xuất hiện trong các quảng cáo và chưa bao giờ được phát hành chính thức |
| Tatsuro Yamashita CM Collection Vol.2 | Wild Honey | - Tuyển tập các ca khúc xuất hiện trong các quảng cáo và chưa bao giờ được phát hành chính thức |

### Đĩa đơn
| Năm  | Mặt trước (A-Side)                                                                  | Mặt sau (B-Side(s) / Double A-Side | Vị trí xếp hạng (JP) | Hãng đĩa         | Ghi chú                                       |
| ---- | ----------------------------------------------------------------------------------- | --- | -------------------- | ---------------- | --------------------------------------------- |
| 1975 | "Downtown"(written and sung by Tatsuro Yamashita)                                   | "Itsumo Dōri (いつも通り)" (written and sung by Taeko Ōnuki)                                                                                   | —                    | Elec/Niagara     | Đĩa đơn duy nhất của ban nhạc Sugar Babe      |
| 1976 | "Shiawase ni Sayonara (幸せにさよなら)"                                             | "Dreaming Day (ドリーミング・デイ Dorīmingu Dei)"                                                                                              | —                    | Columbia/Niagara | Hợp tác cùng Ei-ichi Ōtaki và Ginji Ito       |
| 1979 | "Let's Dance Baby (レッツ・ダンス・ベイビー Rettsu Dansu Beibī)"                    | "Bomber (ボンバー Bonbā)" | —                    | RVC/RCA          |                                               |
| 1979 | "Ai wo Egaite (愛を描いて) (Let's Kiss the Sun)"                                    | "Shiosai (潮騒) (The Whispering Sea)" | —                    | RVC/RCA          |                                               |
| 1979 | "Eien no Full Moon (永遠のFULL MOON)"                                               | "Funky Flushin'" | —                    | RVC/AIR          |                                               |
| 1980 | "Ride on Time"                                                                      | "Rainy Walk" | 3                    | RVC/AIR          |                                               |
| 1980 | "My Sugar Babe"                                                                     | "Daydream" | 90                   | RVC/AIR          |                                               |
| 1982 | "Downtown"                                                                          | "Parade (パレード Parēdo)" ['82 Remix] | —                    | CBS/Sony/Niagara |                                               |
| 1982 | "Amaku Kiken na Kaori (あまく危険な香り)"                                           | "Music Book" | 12                   | RVC/AIR          |                                               |
| 1983 | "Koukiatsu Girl (高気圧ガール Koukiatsu Gāru)"                                      | "Darlin'" | 17                   | Alfa Moon        |                                               |
| 1983 | "Sprinkler (スプリンクラー Supurinkurā)"                                            | "Please Let Me Wonder" | 34                   | Alfa Moon        |                                               |
| 1983 | "Christmas Eve (クリスマス・イブ Kurisumasu Ibu)"                                   | "White Christmas" | 44                   | Alfa Moon        | Đĩa đơn 12-inch                               |
| 1984 | "The Theme from Big Wave"                                                           | "I Love You (Part I & II)" | 23                   | Alfa Moon        |                                               |
| 1985 | "Kaze no Corridor (風の回廊 Kaze no Koridō)"                                        | "Shiosai (潮騒)" [Live Version] | 12                   | Alfa Moon        |                                               |
| 1985 | "Doyoubi no Koibito (土曜日の恋人)"                                                 | "Mermaid" | 22                   | Alfa Moon        |                                               |
| 1986 | "Christmas Eve (クリスマス・イブ Kurisumasu Ibu)"                                   | "White Christmas" | 1                    | Alfa Moon        | Tái phát hành, lọt vào bảng xếp hạng năm 1989 |
| 1987 | "Odoroyo, Fish (踊ろよ、フィッシュ Odoroyo Fisshu)"                                 | "You Make Me Feel Brand New" | 19                   | Alfa Moon        |                                               |
| 1988 | "Get Back in Love"                                                                  | "First Luck (Hajimete no Shiawase (初めての幸運))"                                                                                             | 6                    | Alfa Moon        |                                               |
| 1989 | "Neo-Tokyo Rhapsody (新・東京ラプソディ Shin-Tōkyō Rapusodi)"                       | "The Girl in White" | 76                   | Alfa Moon        |                                               |
| 1989 | "Oyasumi Rosie (おやすみロージー Oyasumi Rōjī)" [Live Version]                      | "Suteki na Gogo wa (素敵な午後は)" [Live Version]                                                                                              | 22                   | Alfa Moon        |                                               |
| 1990 | "Endless Game"                                                                      | "The Theme from Big Wave" [Live Version] | 5                    | MMG/Moon         |                                               |
| 1991 | "Sayonara Natsu no Hi (さよなら夏の日)"                                             | "Morning Shine (モーニング・シャイン Mōningu Shain)"                                                                                           | 12                   | MMG/Moon         |                                               |
| 1991 | "Turner no Kikansha (ターナーの汽罐車 Tānā no Kikansha) (Turner's Steamroller)"     | "Only with You" [Live Version] | 30                   | MMG/Moon         |                                               |
| 1992 | "Atom no Ko (アトムの子 Atomu no Ko)"                                               | "Blow" | 18                   | MMG/Moon         |                                               |
| 1993 | "Magic Touch"                                                                       | "I Do" | 17                   | MMG/Moon         |                                               |
| 1993 | "Jungle Swing (ジャングル・スウィング Janguru Suwingu)"                             | Medley: "Bella Notte" / "Have Yourself a Merry Little Christmas"                                                                               | 22                   | MMG/Moon         |                                               |
| 1994 | "Parade (パレード Parēdo)" ['82 Remix]                                              | "Downtown" [Single Mix] | 29                   | MMG/Moon         |                                               |
| 1995 | "Sekai no Hate Made (世界の果てまで)"                                               | "Futari no Natsu (二人の夏)" [Live Version] | 24                   | MMG/Moon         |                                               |
| 1996 | "Ai no Tomoshibi (愛の灯) (Stand in the Light)"                                     | "Konuka Ame (こぬか雨)" [Live Version] | 23                   | Eastwest/Moon    | Song ca cùng Melissa Manchester               |
| 1996 | "Dreaming Girl"                                                                     | "Suna no Onna (砂の女)" [Live Version] | 25                   | Eastwest/Moon    |                                               |
| 1998 | "Heron (ヘロン)"                                                                    | — | 10                   | Warner/Moon      |                                               |
| 1998 | "Itsuka Hareta Hi ni (いつか晴れた日に)"                                            | "Su Ki Su Ki Sweet Kiss! (好・き・好・き SWEET KISS!)"                                                                                         | 12                   | Warner/Moon      |                                               |
| 1998 | "Christmas Eve (クリスマス・イブ Kurisumasu Ibu)"                                   | "White Christmas" | 56                   | Warner/Moon      | Tái phát hành                                 |
| 1999 | "Atom no Ko (アトムの子 Atomu no Ko)"                                               | "Blow" ['98 Remix] | 88                   | Warner/Moon      | Tái phát hành                                 |
| 1999 | "Love Can Go the Distance"                                                          | "When You Wish Upon a Star" | 18                   | Warner/Moon      |                                               |
| 2000 | "Juvenile no Theme (Hitomi no Naka no Rainbow) (JUVENILEのテーマ～瞳の中のRAINBOW)" | "Atom no Ko (アトムの子 Atomu no Ko)" [Live Version]                                                                                           | 20                   | Warner/Moon      |                                               |
| 2000 | "Christmas Eve (クリスマス・イブ Kurisumasu Ibu)"                                   | "White Christmas" / "Christmas Eve" [English Version]                                                                                          | 6                    | Warner/Moon      | Tái phát hành                                 |
| 2001 | "Kimi no Koe ni Koi Shiteru (君の声に恋してる)"                                     | "So Much in Love" [New Vocal Remix] | 15                   | Warner/Moon      |                                               |
| 2002 | "Loveland, Island"                                                                  | "Your Eyes" | 26                   | BMG/AIR          |                                               |
| 2003 | "Ride on Time"                                                                      | "Amaku Kiken na Kaori (あまく危険な香り)" | 13                   | BMG/AIR          | Tái phát hành                                 |
| 2003 | "2000 ton no Ame (2000トンの雨)" [2003 New Vocal Remix]                             | "Phoenix (フェニックス Fenikkusu)" | 16                   | Warner/Moon      |                                               |
| 2003 | "Christmas Eve (クリスマス・イブ Kurisumasu Ibu)"                                   | "White Christmas" / "Christmas Eve" [English Version, Remix]                                                                                   | 47                   | Warner/Moon      | Tái phát hành                                 |
| 2004 | "Wasurenaide (忘れないで)"                                                          | "Lucky Girl ni Hanataba wo (ラッキー・ガールに花束を Rakkī Gāru ni Hanataba wo)"                                                               | 14                   | Warner/Moon      |                                               |
| 2005 | "Forever Mine"                                                                      | "Midas Touch" | 8                    | Warner/Moon      |                                               |
| 2005 | "Taiyou no Ekubo (太陽のえくぼ)"                                                    | — | 29                   | Warner/Moon      |                                               |
| 2005 | "Shiroi Umbrella (白いアンブレラ Shiroi Anburera)"                                  | "Lucky Girl ni Hanataba wo (ラッキー・ガールに花束を Rakkī Gāru ni Hanataba wo)" / "Kaze no Corridor (風の回廊 Kaze no Koridō)" [Live Version] | 49                   | Warner/Moon      |                                               |
| 2008 | "Zutto Issho sa (ずっと一緒さ)"                                                     | "Angel of the Light" / "La Vie en rose" | 4                    | Warner/Moon      |                                               |
| 2009 | "Bokura no Natsu no Yume (僕らの夏の夢)"                                            | "Muse (ミューズ Myūzu)" / "Atom no Ko (アトムの子 Atomu no Ko)" ['09 Live Version]                                                             | 8                    | Warner/Moon      |                                               |
| 2010 | "Machi Monogatari (街物語)"                                                         | "Tsuiteoide (ついておいで)" ['09 Live Version]                                                                                                 | 13                   | Warner/Moon      |                                               |
| 2010 | "Kibō toiu Na no Hikari (希望という名の光)"                                         | "Happy Gathering Day" | 9                    | Warner/Moon      |                                               |
| 2011 | "Aishiteru tte Ienaku tatte (愛してるって言えなくたって)"                           | "Koukiatsu Girl (高気圧ガール Koikatsu Gāru)" ['09 Live Version]                                                                               | 15                   | Warner/Moon      |                                               |
| 2013 | "Hikari to Kimi e no Requiem (光と君へのレクイエム Hikari to Kimi e no Rekuiemu)"   | "Composition (コンポジション Konpojishon)" | 10                   | Warner/Moon      |                                               |
| 2013 | "Christmas Eve (クリスマス・イブ Kurisumasu Ibu)"                                   | "White Christmas" / "Christmas Eve" [English Version, Live Version]                                                                            | 10                   | Warner/Moon      | Tái phát hành (30th Anniversary Edition)      |
| 2016 | "Cheer Up! The Summer"                                                              | "CAN’T TAKE MY EYES OFF YOU ～君の瞳に恋してる" (Live)                                                                                         | 8                    |                  |                                               |

## Giải thưởng
| Japan Record Awards |                         |                  |                                                                                    |
| Năm                 | Tiêu đề                 | Thể loại         | Cá nhân đóng góp                                                                   |
| 1980 (22nd)         | Moonglow                | Best Albums      | (Performer, composer, arranger and producer: Yamashita / lyricist: Minako Yoshida) |
| 1981 (23rd)         | On the Street Corner 1  | Best 10 Albums   | (Performer, arranger, producer: Yamashita)                                         |
| 1982 (24th)         | For You                 | Best 10 Albums   | (Performer, composer, arranger and producer: Yamashita / lyricist: Minako Yoshida) |
| 1983 (25th)         | Melodies                | Best 10 Albums   | (Songwriter, producer, arranger, performer: Yamashita)                             |
| 1986 (28th)         | Pocket Music            | Excellent Albums | (Songwriter, producer, arranger, performer: Yamashita)                             |
| 1988 (30th)         | Boku no Naka no Shounen | Excellent Albums | (Songwriter, producer, arranger, performer: Yamashita)                             |
| 1991 (33rd)         | Artisan                 | Excellent Albums | (Songwriter, producer, arranger, performer: Yamashita)                             |
| 1993 (35th)         | Quiet Life              | Greatest Album   | (Producer and arranger: Yamashita / Performer and songwriter: Mariya Takeuchi)     |
| 2003 (45th)         | "Christmas Eve"         | Special Prizes   | (Songwriter, producer, arranger, performer: Yamashita)                             |

| Japan Gold Disc Award |             |                        | |
| Năm                   | Ca khúc     | Thể loại               | Cá nhân đóng góp |
| 1994 (9th)            | Impressions | Grand-prix Album       | (Producer and arranger: Yamashita / Songwriter and performer: Mariya Takeuchi / arranger: Katsuhisa Hattori / recording engineer: Yasuo Sato) |
| 1998 (13th)           | Cozy        | Pop Albums of the Year | (Songwriter, producer, arranger, performer: Yamashita)                                                                                        |